# Roberto Ferri
Roberto Ferri (Tàrent, 1978) és un artista i pintor italià que conrea un estil inspirat en el barroc (en particular, Caravaggio ) i altres mestres antics del Romanticisme, l'Acadèmicisme i el Simbolisme .

## Biografia
Des de molt jove va començar a estudiar pintura pel seu compte i el 1996 es va graduar al Liceo Artistico Lisippo de Tàrent. El 1999 es va traslladar a Roma per ampliar coneixements sobre pintura antiga, a partir del del segle XVI. El 2006 es va graduar amb honors a l'Acadèmia de Belles Arts de Roma.
El 2010 va agafar notorietat en rebre l'encarrec de pintar 14 teles, amb les escenes del Via Crucis, per a la catedral de Noto (Sicília).
La seva obra, sovint criticada per ser massa realista i sensual, està present en importants col·leccions privades a Roma, Milà, Londres, París, Nova York, Madrid, Barcelona, Miami, San Antonio (Texas), Qatar, Dublín, Boston, Malta i el Castell de Menerbès a la Provença. També va ser presentada al controvertit pavelló italià de la Biennal de Venècia el 2011, i abans al Palazzo Cini de Venècia a la Biennal Kitsch de 2010.
El 2014 va exposar a Florència, i el Vaticà li va encarragar 2 retrats del Papa Francesc.
El 2021, amb motiu del 700è aniversari de la mort de Dante Alighieri, va crear Il Bacio di Dante e Beatrice, una obra que segella la sublimació d'un petó, que mai va succeir, amb l'elecció del model i actor italià Edoardo Sferrella com a referència per a la figura del Poeta Suprem, la pintura va ser encarregada per Magnum per a la campanya MagnumXDante en col·laboració amb les Scuderie del Quirinale, i es va exposar al Palazzo Firenze de Roma .